# Sinagoga Shalom Al Yisrael
La sinagoga Shalom Al Yisrael (lit. "sinagoga de la paz sobre Israel" ), data de finales del sexto o principios del siglo séptimo después de Cristo, siendo redescubierta en Jericó, Cisjordania en 1936.
La sinagoga, que data de la época bizantina, fue revelada en las excavaciones llevadas a cabo en 1936 por Baramki de la Autoridad de Antigüedades bajo el mandato británico. Una familia árabe construyó una casa sobre el suelo de mosaico y pedía un cargo de admisión para visitarla. 
El piso de mosaico incorpora símbolos judíos, como el Arca de la Alianza, la Menorá, el Shofar y el Lulav. También hay una inscripción en hebreo: "La paz a Israel " (שלום על ישראל), del cual recibe su nombre el edificio religioso.
Después de la guerra de los Seis Días de 1967, el sitio quedó bajo control militar israelí y permaneció bajo la responsabilidad administrativa de los propietarios (la familia Shahwan). Desde entonces los turistas y los judíos comenzaron a visitar el sitio con regularidad para las oraciones.